# Manuel Briones
Manuel C. Briones (Cebu City, 1 januari 1894 - Manilla, 29 september 1957) was een Filipijns senator en rechter van het Filipijns hooggerechtshof.

## Biografie
Manuel Briones werd geboren op nieuwjaarsdag 1894 in in Cebu City. Hij studeerde aan het San Carlos College en behaalde daar zijn Bachelor of Arts-diploma. Aansluitend studeerde hij rechten aan het Escuela de Derecho, het tegenwoordige Manila Law College in Manilla. Na het behalen van zijn bachelor-diploma rechten in 1916 slaagde hij in hetzelfde jaar voor het toelatingsexamen van de Filipijnse balie (bar exam). Tijdens zijn studie was Briones verslaggever van La Revolucion en later van La Republica. In februari 1918 richtte hij zijn eigen blad genaamd El Espectator op. Dit blad begon als tweewekelijks tijdschrift en kwam later dagelijks uit. Eenmaal in Manilla, schreef hij voor El Ideal, het blad van de Nacionalista Party. Ook later in zijn carrière schreef hij nog regelmatig artikelen in landelijke Filipijnse tijdschriften en dagbladen.
Van 1919 tot 1931 was Briones lid van het Filipijns Huis van Afgevaardigden namens het eerste kiesdistrict van Cebu. In zijn eerste periode was hij met zijn 25 jaar het jongste parlementslid van de Filipijnen. De laatste drie jaar van zijn periode als afgevaardigde was hij Majority Floor Leader. In 1928 werd hij benoemd als een van de leden van de door gouverneur-generaal van de Filipijnen Stimson nieuw leven ingeblazen Council of State. In 1930 was hij een van de leden van de Filipijnse onafhankelijkheidsmissie naar de Verenigde Staten. Van 1931 tot 1935 was hij senator namens het tiende senaatsdistrict. Tevens was hij in 1934 een van de deelnemers aan de Constitutionele Conventie en een van de zeven leden van de commissie van wijze mannen, die de Filipijnse Grondwet van 1935 opstelden.
In 1937 werd Briones benoemd tot rechter van het Hof van beroep. Tijdens de Japanse bezetting van de Filipijnen van 1942 tot 1944 bekleedde hij geen functies binnen de door de Japanners gecontroleerde Filipijnse overheid. Na de Tweede Wereldoorlog werd hij op 15 september 1945 benoemd door president Sergio Osmeñatot rechter van het Filipijns hooggerechtshof. Op 24 mei 1949 nam hij ontslag als rechter om zich weer te richten op een carrière in de politiek.
Hij werd na zijn onstslag als rechter door de Nacionalista Party naar voren geschoven als kandidaat voor het vicepresidentschap. Bij de verkiezingen, op 8 november 1949 behaalde hij 46,08% van de stemmen. Het was echter Fernando Lopez van de Liberals, die met 52,19% van de stemmen gekozen werd tot de nieuwe vicepresident. Twee jaar later slaagde hij er wel in gekozen te worden in de Filipijnse Senaat. Hij was bovendien een groot deel van zijn termijn die eindigde in 1957 Senate President Pro Tempore.
Briones overleed in 1957 vlak voor het einde van zijn termijn op 63-jarige leeftijd aan de gevolgen van een hartaanval. Hij was getrouwd met Celestina Lorenzo. Samen kregen ze zes kinderen: Sergio, Jose, Jesus, Domingo, Antonio en Esperanza